# Alba Silvius
Alba Silvius ist in der römischen Mythologie ein Nachkomme von Aeneas und fünfter König von Alba Longa.
Sein Vorgänger war sein Vater Latinus Silvius. Gemäß der legendären Überlieferung regierte er 39 Jahre lang. Legt man die von Dionysios von Halikarnassos angegebenen Regierungszeiten mit einer Rückrechnung vom traditionellen Jahr der Gründung Roms zugrunde, so entspricht das den Jahren 1030 bis 991 v. Chr.
Über seinen Nachfolger gibt es unterschiedliche Angaben. Livius zufolge war es ein Sohn namens Atys, bei Ovid lautet der Name Epytus und bei Dionysios von Halikarnassos heißt der Nachfolger Capetus.